# 戴爾維爾 (伊利諾伊州)
戴爾維爾（英語：Dareville）是位於美國伊利諾伊州傑佛遜縣的一個非建制地區。該地的面積和人口皆未知。

## 地理
戴爾維爾的座標為38°11′54″N 88°58′35″W / 38.19833°N 88.97639°W，而該地的平均海拔高度為131米（即430英尺）。